# Brothers (2024)
Brothers ist ein US-amerikanischer Spielfilm aus dem Jahr 2024 von Regisseur Max Barbakow nach einem Drehbuch von Macon Blair basierend auf eine Geschichte von Etan Cohen mit Josh Brolin und Peter Dinklage als titelgebende Zwillingsbrüder sowie Marisa Tomei, Glenn Close und Brendan Fraser. Auf Prime Video wurde die Actionkomödie am 17. Oktober 2024 veröffentlicht.

## Handlung
Moke ist ein früherer Kleinkrimineller, der mittlerweile versucht, ein ehrliches Leben zu führen. Nachdem er wieder auf seinen Zwillingsbruder Jady trifft, mit dem er früher gemeinsam Diebstähle geplant und durchgeführt hat, wird das Vorhaben aber wieder über Bord geworfen.
Jady möchte einen letzten gemeinsamen Coup drehen. Die beiden begeben sich auf einen Roadtrip quer durch das Land. Dabei treffen sie auf ihre Mutter Cath, die vor 30 Jahren verschwunden ist.

## Besetzung und Synchronisation
Die deutschsprachige Synchronisation übernahm die Arena Synchron. Dialogregie führte Marcel Collé, das Dialogbuch schrieb Michael Schlimgen.
| Rolle                | Darsteller              | Synchronsprecher         |
| -------------------- | ----------------------- | ------------------------ |
| Moke Munger          | Josh Brolin             | K.Dieter Klebsch         |
| Jady Munger          | Peter Dinklage          | Claus-Peter Damitz       |
| James Farful         | Brendan Fraser          | Torsten Münchow          |
| Cath Munger          | Glenn Close             | Kerstin Sanders-Dornseif |
| Abby Munger-Jacobson | Taylour Paige           | Flavia Vinzens           |
| Avery Jacobson       | Andrew Brodeur          | Karim El Kammouchi       |
| Bethesda Jacobson    | Margo Moorer            | Claudia Lössl            |
| Cath Munger (jung)   | Jen Landon              | Katharina Spiering       |
| Glenn                | Joshua Mikel            | Patrick Giese            |
| Jady Munger (jung)   | Jonathan Aidan Cockrell | Moritz Hecke             |
| Moke Munger (jung)   | Brooks Indergard        | Tim Daxelhofer           |
| Richter Farful       | M. Emmet Walsh          | Rainer Gerlach           |

## Produktion und Hintergrund
Produziert wurde der Film von Legendary Pictures, Produzenten waren Andrew Lazar (Mad Chance), Josh Brolin (JB Productions), Peter Dinklage und David Ginsberg (beide Estuary Films). Dreharbeiten fanden 2021 in Atlanta statt.
Die Kamera führte Quyen Tran, die Musik schrieb Rupert Gregson-Williams und die Montage verantwortete Martin Pensa. Das Production-Design gestalteten Courtney Andujar und Hilary Andujar, für das Kostümdesign zeichnete Anastasia Magoutas verantwortlich. Regisseur Max Barbakow inszenierte zuvor die 2020 veröffentlichte Zeitschleifen-Komödie Palm Springs. Der im März 2024 verstorbene M. Emmet Walsh ist in einer seiner letzten Rollen zu sehen.

## Veröffentlichung
In den USA kam der Film am 11. Oktober 2024 in ausgewählte Kinos. Auf Prime Video wurde der Film am 17. Oktober 2024 veröffentlicht.

## Rezeption
Oliver Armknecht vergab auf film-rezensionen.de fünf von zehn Punkten. Die Actionkomödie locke mit großen Talenten vor und hinter der Kamera. Umso enttäuschender sei, wie langweilig sie am Ende geworden sei, wenn Einfälle fehlten und das Potenzial kaum genutzt werde. Da könne auch das engagierte Ensemble nur bedingt helfen.